# Siennica Różana (gmina)
Siennica Różana (do 1925 gmina Rudka) – gmina wiejska w województwie lubelskim, w powiecie krasnostawskim. W latach 1975–1998 gmina położona była w województwie chełmskim.
Siedziba gminy to Siennica Różana.
Według danych z 30 czerwca 2004 gminę zamieszkiwały 4452 osoby. Natomiast według danych z 31 grudnia 2017 roku gminę zamieszkiwały 4183 osoby.

## Struktura powierzchni
Według danych z roku 2002 gmina Siennica Różana ma obszar 98,37 km², w tym:
- użytki rolne: 71%
- użytki leśne: 22%

Gmina stanowi 8,65% powierzchni powiatu.

## Demografia

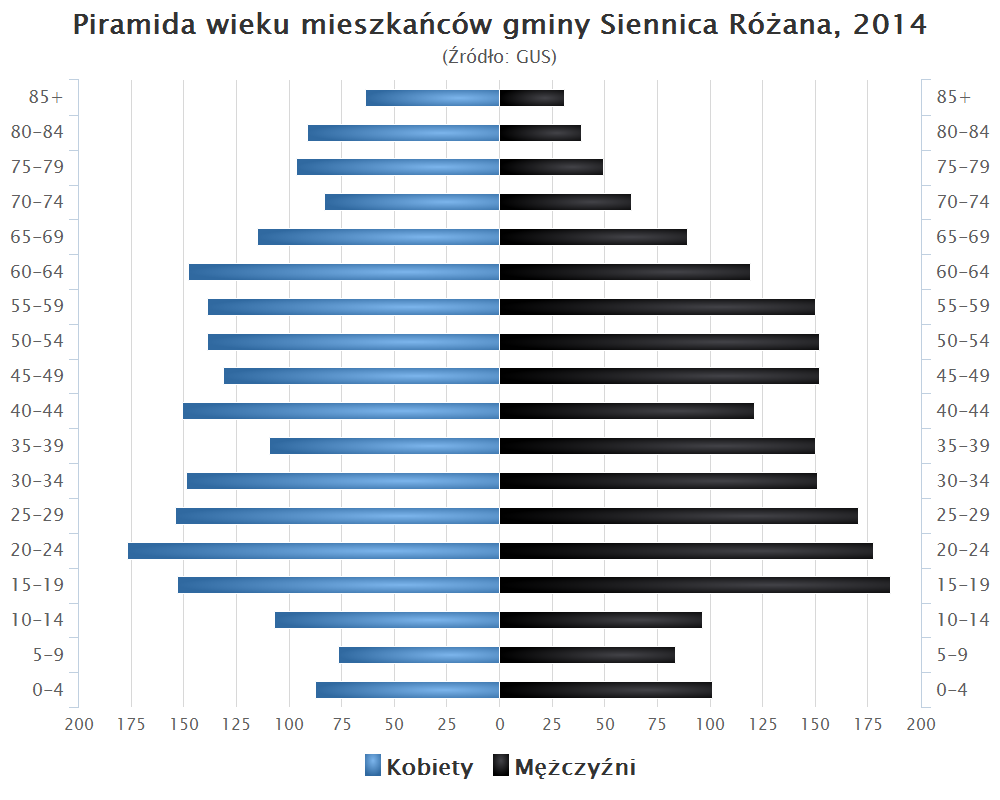
Piramida wieku mieszkańców gminy Siennica Różana w 2014 roku

Dane z 30 czerwca 2004:
| Opis                              | Ogółem | Ogółem | Kobiety | Kobiety | Mężczyźni | Mężczyźni |
| --------------------------------- | ------ | ------ | ------- | ------- | --------- | --------- |
| jednostka                         | osób   | %      | osób    | %       | osób      | %         |
| populacja                         | 4452   | 100    | 2306    | 51,8    | 2146      | 48,2      |
| gęstość zaludnienia (mieszk./km²) | 45,3   | 45,3   | 23,4    | 23,4    | 21,8      | 21,8      |

## Sołectwa
Baraki, Boruń, Kozieniec, Maciejów, Rudka, Siennica Królewska Duża, Siennica Królewska Mała, Siennica Różana, Stójło, Wierzchowiny, Wola Siennicka, Zagroda, Zwierzyniec, Żdżanne.

## Sąsiednie gminy
Chełm, Krasnystaw, Krasnystaw (miasto), Kraśniczyn, Leśniowice, Rejowiec

## Literatura
- Andrzej David Misiura, Ofiary II wojny światowej. Teren gminy Siennica Różana, w: "Nestor", 3 (65) 2023, s. 38-44, ISSN 1898-1801